# صوفيا كولير
صوفيا كولير (بالإنجليزية: Sophia Collier)‏ هي سيدة أعمال أمريكية، ولدت في 1956.